# Megachile mongolica
Megachile mongolica är en biart som beskrevs av Morawitz 1890. Megachile mongolica ingår i släktet tapetserarbin, och familjen buksamlarbin. Inga underarter finns listade i Catalogue of Life.